# دلير (مقاطعة كلاردشت)
دلير (بالفارسية: دلیر) هي مستوطنة تقع في Kuhestan Rural District في إيران. يقدر عدد سكانها بـ 568 نسمة بحسب إحصاء 2016.